# Січоу
23°26′21″ пн. ш. 104°40′23″ сх. д. / 23.43922° пн. ш. 104.67314° сх. д.
Січоу (кит. 西畴县, пін. Xīchóu Xiàn) — один із повітів КНР у складі Веньшань-Мяо-Чжуанської автономної префектури, провінція Юньнань. Адміністративний центр — містечко Сіса.

## Географія
Січоу розташовується на висоті близько 1470 метрів над рівнем моря на півдні Юньнань-Гуйчжоуського плато, лежить на річці Паньлун, лівій притоці Хонгха..

### Клімат
Повіт знаходиться у зоні, котра характеризується вологим субтропічним кліматом. Найтепліший місяць — липень із середньою температурою 21,3 °C. Найхолодніший місяць — січень, із середньою температурою 9,3 °С.
| Клімат повіту Січоу     | Клімат повіту Січоу | Клімат повіту Січоу | Клімат повіту Січоу | Клімат повіту Січоу | Клімат повіту Січоу | Клімат повіту Січоу | Клімат повіту Січоу | Клімат повіту Січоу | Клімат повіту Січоу | Клімат повіту Січоу | Клімат повіту Січоу | Клімат повіту Січоу | Клімат повіту Січоу |
| Показник                | Січ.                | Лют.                | Бер.                | Квіт.               | Трав.               | Черв.               | Лип.                | Серп.               | Вер.                | Жовт.               | Лист.               | Груд.               | Рік                 |
| Середній максимум, °C   | 13,8                | 15,6                | 19,9                | 23,7                | 24,6                | 25,4                | 25,6                | 25,8                | 24                  | 20,9                | 18,1                | 14,8                | 21                  |
| Середня температура, °C | 9,3                 | 10,8                | 14,3                | 18,1                | 19,9                | 21,3                | 21,3                | 21                  | 19,3                | 16,7                | 13,4                | 9,7                 | 16,3                |
| Середній мінімум, °C    | 6,4                 | 7,7                 | 10,5                | 14,4                | 16,8                | 18,5                | 18,6                | 17,9                | 16,1                | 13,9                | 10,3                | 6,3                 | 13,1                |
| Норма опадів, мм        | 19.6                | 24.6                | 43.3                | 70.9                | 132                 | 192.4               | 283                 | 227.4               | 115.3               | 77.1                | 49.4                | 17.3                | 1252.3              |
| Вологість повітря, %    | 85                  | 85                  | 79                  | 78                  | 80                  | 84                  | 86                  | 86                  | 84                  | 84                  | 83                  | 83                  | 83.1                |
| ----------------------- | ------------------- | ------------------- | ------------------- | ------------------- | ------------------- | ------------------- | ------------------- | ------------------- | ------------------- | ------------------- | ------------------- | ------------------- | ------------------- |
| Джерело: data.cma.cn    |                     |                     |                     |                     |                     |                     |                     |                     |                     |                     |                     |                     |                     |